# Lesotho na Letnich Igrzyskach Olimpijskich 1992
Lesotho na Letnich Igrzyskach Olimpijskich 1992 reprezentowało 6 zawodników: 5 mężczyzn i 1 kobieta. Był to 5 start reprezentacji Lesotho na letnich igrzyskach olimpijskich.

## Skład kadry

### Lekkoatletyka
Mężczyźni
| Zawodnik         | Konkurencja     | Eliminacje | Eliminacje | Ćwierćfinały | Ćwierćfinały | Półfinały | Półfinały | Finał   | Finał   |
| Zawodnik         | Konkurencja     | Czas       | Pozycja    | Czas         | Pozycja      | Czas      | Pozycja   | Czas    | Pozycja |
| ---------------- | --------------- | ---------- | ---------- | ------------ | ------------ | --------- | --------- | ------- | ------- |
| Bothloko Shebe   | Bieg na 100 m   | 10,94      | 8.         | NQ           | NQ           | NQ        | NQ        | NQ      | NQ      |
| Bothloko Shebe   | Bieg na 200 m   | 21,96      | 5.         | NQ           | NQ           | NQ        | NQ        | NQ      | NQ      |
| Henry Mohoanyane | Bieg na 400 m   | 48,39      | 6.         | NQ           | NQ           | NQ        | NQ        | NQ      | NQ      |
| Tello Namane     | Bieg na 5000 m  | 14:33,04   | 14.        | —            | —            | —         | —         | NQ      | NQ      |
| Patrick Rama     | Bieg na 10000 m | 30:21,69   | 21.        | —            | —            | —         | —         | NQ      | NQ      |
| Thabiso Moqhali  | Bieg maratoński | NQ         | NQ         | NQ           | NQ           | NQ        | NQ        | 2:19:28 | 33.     |

Kobiety
| Zawodniczka      | Konkurencja    | Eliminacje | Eliminacje | Półfinały | Półfinały | Finał | Finał   |
| Zawodniczka      | Konkurencja    | Czas       | Pozycja    | Czas      | Pozycja   | Czas  | Pozycja |
| ---------------- | -------------- | ---------- | ---------- | --------- | --------- | ----- | ------- |
| Mantokoane Pitso | Bieg na 800 m  | 2:29,77    | 8.         | NQ        | NQ        | NQ    | NQ      |
| Mantokoane Pitso | Bieg na 1500 m | 4:39,96    | 14.        | NQ        | NQ        | NQ    | NQ      |